# Jacobsgasthuissteeg
De Jacobsgasthuissteeg is een steeg in het centrum van de Nederlandse stad Utrecht.
De steeg is zo'n 120 meter lang. Ze begint bij de Oudegracht waar zich in het pand op nummer 213 een poortje met een deur bevindt die toegang geeft tot de steeg. Op de Oudegracht 213 was vanuit de middeleeuwen het Jacobsgasthuis gevestigd. Dit gasthuis voorzag pelgrims naar Santiago de Compostella van onderdak. Bij het gasthuis stonden tien Godskameren in de Jacobsgasthuissteeg. De verhuur van deze huisjes vormde een inkomstenbron voor het gasthuis. Rond 1979 vond een stadsvernieuwing plaats in de steeg en de aansluitende Zwaansteeg. Tal van panden werden daarin gesloopt waaronder alle kameren op een na (nummer 23). In de stadsvernieuwing zijn vervolgens 28 nieuwbouwwoningen gebouwd verdeeld over beide stegen.
De Jacobsgasthuissteeg 13 is een in oorsprong 18e-eeuws huis dat volledig is herbouwd na een brand in 1977. Het is gewaardeerd als gemeentelijk monument. 
De steeg loopt door tot de Springweg. Ongeveer halverwege de steeg is er een verbinding met de Haverstraat. 